# VITAMIN
『VITAMIN』（ビタミン）は、日本の音楽ユニットである電気グルーヴの5枚目のオリジナル・アルバム。
1993年12月1日にキューン・ソニーレコードからリリースされた。前作『KARATEKA』（1992年）からおよそ1年2か月ぶりにリリースされた作品であり、作詞は石野卓球およびピエール瀧、作曲は石野および瀧、良徳砂原、プロデュースは電気グルーヴ名義となっている。
石野がロンドンに渡り経験したアシッド・リバイバルの影響を受けた音楽性を取り入れたアルバムであり、当初制作された楽曲はすべて没とされリリースを1か月遅らせる形で再制作が行われている。収録曲の半数近くがインストゥルメンタルであったことからレコード会社側は売り上げ不振を懸念、一度は発売中止が言い渡されたものの「N.O.」を収録することでリリースすることが可能になったという経緯が存在する。
本作はオリコンアルバムチャートにおいて最高位第5位で売り上げ枚数は20万枚を超え、1993年時点の電気グルーヴのアルバムとしては最も売れた作品となった。本作からはシングルとして「N.O.」がリカットされ、オリコンシングルチャートにおいて最高位は第21位であったものの売り上げ枚数は10万枚を超え、こちらも1994年時点で最も売れた楽曲となった。

## 背景
リミックス・アルバム『FLASH PAPA MENTHOL』（1993年）リリース後、電気グルーヴは同作を受けたコンサートツアー「Kicking Noise Of DENKI GROOVE 〜超巨大ダンプ豚グソ号発進ツアー」を同年5月13日の広島南区民文化センター公演を皮切りに、6月3日の大阪サンケイホール公演まで7都市全7公演を実施した。5月31日の愛知県勤労会館公演において、石野卓球は会場を間違えて着物展示会開催中の名古屋市公会堂を訪れてしまい、「あのー、今日ここに出演する者なんですけど……」と伝えるも「ハァ?」と返答される事態となった。8月1日にはドリルキング・レーベル第二弾となる子門'zのシングル「トランジスタラジオ」がリリースされる。8月8日には日清パワーステーションにおいて「瀧と卓球で会って10周年」が開催されるも公演直前まで石野が失踪しており、オープニングでは砂原良徳がアコースティック・ギターを使用したディーヴォの替え歌を披露し、ピエール瀧と石野の軌跡を辿ったスライドが上映された。8月9日には東京ドームにおいてニッポン放送開局40周年記念のイベントライブ「ザ・ライブマシン'93」が開催され電気グルーヴは子門'zとして出演し、1メートルにおよぶ末広がりのベルボトムの衣装を着衣した上で石野がギター、砂原がティンパニ、瀧がトロンボーンなどを担当しゴダイゴの楽曲「ガンダーラ」（1978年）および「Monkey Magic」（1978年）、寺尾聡の楽曲「ルビーの指環」（1981年）などをうろ覚えの状態で演奏した。
同年に電気グルーヴは関東近県のみとなるコンサートツアー「汚物処理班緊急出動!」を8月17日の神奈川県民ホール公演を皮切りに、8月31日の浦和市文化センター公演まで3都市全3公演を実施した。神奈川県民ホール公演では石野はステージ上で全裸になり、初めて電気グルーヴのライブを観覧したKAGAMIは「いつもそんな事やってるのかと思ってた」というコメントを残している。8月24日の千葉県文化会館公演では神奈川県民ホール公演後に一挙に制作された新曲を中心としたセットリストになっており、「130R」「水の旅人II」「さらば水の旅人」「THEガマン」「TRAVELER OF WATER RETURN」などの楽曲が披露され、これらの楽曲の内数曲はタイトルを変更した上で本作に収録された。8月31日の浦和市文化センター公演は神奈川県民ホール公演および千葉県文化会館公演の中庸的な内容になっており、新曲として「FLOPPY DISCO」「水の旅人II改め俺は田舎のブルース・リー」「富士山」の3曲が披露された他、ギター担当としてEL-MALO所属の會田茂一、ドラムス担当として江川ゲンタが参加した。

## 録音、制作
本作のレコーディングはソニー信濃町スタジオにて行われた。本作の曲作りのために合宿が行われ、終了後にメンバー全員で打ち上げを行ったものの翌朝には没となることが決定した。理由としてはメンバー全員が納得できる内容ではなく、「予想できる電気」であったことが最も大きいと砂原は述べている。メンバーの意向を汲む形でレコード会社側は1か月のリリース延期を決定、これについて砂原は「これ、冒険ですよね。でもそれが許されるというのは、まあ電気もいい状況になったんだなって思って、じゃあもっといいの作ろうってことになった」と述べている。その後石野はロンドン、瀧はニューヨークを訪れており、日本に残っていた砂原はアナログシンセサイザーであるローランド・TB-303を入手、ロンドンから帰国した石野から「向こうはTB303が大フィーバーでさ」と言われた砂原は「あっ、こりゃいけるな」と確信を持つことになったと述べている。曲作りと並行する形でコンサートツアー「汚物処理班緊急出動!」を実施した電気グルーヴであったが、この時点で砂原は「やりたいことを素直にやればいいんだって。そこで、全部リセットできたんです、今までの電気グルーヴを」と新たなスタンスを獲得できたことを述べている。また、本作には前述のツアーにおいて試験的に行ったことなども一部採用されていると砂原は述べている。
本作ではサンプラーはあまり使用されておらず、アナログシンセサイザーで制作したSEやパーカッションを出す程度でブレイクビーツもほとんど導入しておらず、その理由をよりテクノの方向に進んだ結果ブレイクビーツが不要になったと石野は述べている。本作ではほぼ全曲においてローランド・TB-303が使用されており、その理由について石野は当時音楽シーンにおいてアシッド・リバイバルが巻き起こっていたことの影響であると述べている。また同年7月に余暇でロンドンに行った際に経験したネオアシッドの影響が大きいと石野は述べており、過去のアシッドにおいてTB-303を使用する際はフィルターを調整する程度であったのに対し、本作制作当時ではディストーションを掛けるなどの様々な形で使用されているため、石野は「90年代のジミヘンのギターだなと思いますね」と述べている。TB-303を使用した他アーティストの作品について問われた石野はHARDFLOORおよびExit EEEを愛聴盤として挙げており、TB-303以外に使用したシンセサイザーとして砂原はアープ・オデッセイおよびローランド・ジュピター8、ローランド・SH-101、ローランド・MC-202などを挙げており、石野はポリモーグおよびローランド・MKS-70を挙げている。ブレイクビーツを導入せずに打ち込んだリズムを跳ねさせることについて、石野は「今までうちらの中ではハネのリズムって限界があったんですよ。例えばハイハットがハネてたら、ほかの音も全部ハネさせてたりしてどうも音頭っぽかったんですよ（笑）。その辺のコツが少し分かってきました」と述べている。ミュージックシーケンサーについて石野はそれまでと変わらずローランド・W-30、砂原がローランド・MC-50を使用していると述べている。

## 音楽性と歌詞
音楽誌『サウンド&レコーディング・マガジン』1994年1月号では、本作について「1曲でメンバー以外の女性にリード・ボーカルを取らせ、さらに4曲がインストという、今までの彼らの流れからするとかなり大胆な冒険に出ている。特にインスト4曲では、海外の作品と比べても全く遜色のないアシッド・ハウスやアンビエント・ハウスを同時代的に披露するなど、彼らの音楽面での成長の後をうかがわせる内容になっている」と記している。この指摘について石野は過去作において過剰に歌詞に注力して制作していたことを述べた上で、当時のメンバーが愛聴していた音楽にほとんど歌モノがなかったこと、歌によって表現したいことがなかったことなどが影響し、無理矢理に歌を載せるよりもそのままインストゥルメンタルとしてリリースした方が健全であるとの判断があったと述べている。2曲目「Disco Union」においてジャッキーという女性スタジオ・ミュージシャンを起用しているが、これについて石野は「黒っぽいノリにもこだわりが無くなってきて、気持ち良ければ良いかなという感じになってきたんです」と述べている。
瀧による制作曲「富士山」について、瀧は「元々はもっとガサツなやつだったんですよ。基本のメロディはああいうやつだったんですけど、もっとアッパーな方向に持っていこうと」と述べた他、毎度アルバムの中の1曲だけ瀧が制作していることについて瀧は、「ゲームみたいなものなんですよ（笑）」と述べており、石野は実際の打ち込みは砂原が担当していると発言、砂原は過去においては瀧からデータのみを受け取りレコーディング用に修正を行っていたが綿密に作りすぎてしまうと述べた上で、本作では瀧を同席させた上で制作に関する判断をすべて瀧に意見を仰いでいたと述べている。また瀧はCubaseでないと打ち込みが出来ないため同機種を使用していると述べ、石野は同機種がテクノやハウスに適したものであると述べている。9曲目「Snow and Dove」について、インタビュアーからワープ・レコーズ周辺と対等と言えるほどのアンビエントを取り入れた作品であると問われた石野は、ドイツのロックバンドであるアシュ・ラ・テンペルなどの1960年代から1970年代に掛けて登場したジャーマンロックと当時におけるアシッド・ハウスには接点があると指摘した上で「こういう家で聴くために作られたテクノの流れは、今後もっと重要になっていくと思います」と述べている。10曲目「N.O.」について石野はボーナス・トラックと考えて欲しいと述べた上で、「『Stingray』から『Snow and Dove』の流れで遠くに行き過ぎちゃうんで、これで元に戻ってくれればいいという感じです」と述べている。
砂原は電気グルーヴのファンとしての立場であれば、2枚目のアルバム『FLASH PAPA』（1991年）以降のアルバムは聴くことはなかったと述べた上で、本作は「絶対に買って聴いたと思う」と述べている。電気グルーヴは過去作において『FLASH PAPA』でやり残した作業を継続して行っていた状態であり、バラエティ寄りの電気グルーヴを楽曲に反映させることにも注力していたが、本作においては歌詞よりも純粋に「音楽としてのパワー」を表現した作品であると述べている。「N.O.」に関して砂原は歌モノが不足しているという理由で急遽収録することになった楽曲であると述べた上で、「電気がアマチュア時代の時からあった古い曲なんです。ここらでちゃんとした形で出してあげないと、可哀相っていうか、今のタイミング逃したら、一生出なかったと思う」と述べている。本作について石野は「ファンはショックだったかもしれない。でも、いつまでも同じとこにはいれないし、進まなきゃウソだと思う。このアルバムで初めて、日本のロックとかを全然聴かない友達にも、まったく照れなしにサンプル盤を渡すことができた」と述べている。

## 楽曲
1. 「Happy Birthday」
フジテレビ系クイズ番組『なるほど!ザ・ワールド』（1981年 - 1996年）のエンディング・テーマとして使用された[13]。スチャダラパーの『Trio the Caps』のフレーズがサンプリングされている[14]。
2. 「Disco Union」
黒人の女性ボーカリストであるジャッキーを起用するなど、ディスコおよびソウルを意識した曲。タイトルは中古レコードショップであるディスクユニオンから拝借された。テレビ朝日系バラエティ番組『クイズプレゼンバラエティー Qさま!!』（2004年 - ）の1コーナーである「プレッシャーSTUDY」のBGMとして使用されている。
3. 「ハイキング」 - Hiking
「明るいテーマだがどことなく不安感・無気味さを感じさせる曲」という砂原の意図が込められた曲。
4. 「ニセモノ フーリガン」 - Fake Hooligan
5. 「富士山」 - Fuji-san
本曲はライブにおいても頻繁に演奏されている。ライブでは石野が富士山の形の帽子をかぶり（砂原在籍時は砂原も）、瀧が富士山の着ぐるみを着用することが定番となっている。日本テレビ系ドラマ『ホットスポット』の挿入歌として使用されている。
6. 「Stingray」
砂原のソロ・アルバム『CROSSOVER』（1995年）収録曲の「Stinger Stingray」として、本曲の続編がつくられている。
7. 「Popcorn」
電子音楽をポップ・ミュージックの世界に取り入れた始祖的存在であるガーション・キングスレイの楽曲「ポップコーン」（1969年）のカバーであり、同曲は1972年にホット・バター（英語版）によるカバー・バージョンが世界的に大ヒットしたことで知られる楽曲である[15]。本作ではプログラミングは砂原が担当し、アシッド・ハウス風のアレンジが施されている。テレビ東京系バラエティ番組『タモリの音楽は世界だ』（1990年 - 1996年）に出演した際に電気グルーヴは本曲を演奏しているが、インストゥルメンタルの楽曲であるため楽器演奏をしない瀧はコックの服装でポップコーンを作っており、途中出来上がったポップコーンが飛び散っていた。
8. 「新幹線」 - Shinkansen
歌手である五島良子の声をフィーチャーした、10分におよぶ作品である。クラフトワークのアルバム『ヨーロッパ特急』（1977年）の表題曲を意識したタイトルだが、石野は「（東海道新幹線の）三島辺りの車窓から見た風景のイメージ」とも語っている。
9. 「Snow and Dove」
チルアウト、アンビエントの楽曲。
10. 「N.O.」
本作リリース後に3枚目のシングルとしてリカットされた。原曲はインディーズ・レーベルにてリリースされた1枚目のアルバム『662 BPM BY DG』（1990年）収録曲である「無能の人」であり、半数近くの楽曲がインストゥルメンタルであることに危機感を持ったレコード会社側から本作に同曲を収録することを要請されたが、本作の方向性と異なる過去の楽曲を収録することに石野が反対した結果両者の間で意見が衝突、結果として曲間を空けた上でボーナス・トラックのような形で本作に収録されることとなった[16]。しかし意に沿わない形での収録になったことから、石野は「無能の人」のタイトルは使用せず仮タイトルであった「N.O.」としたことを後年になって後悔する発言をしている[16]。シングル・バージョンは本作収録バージョンと異なりイントロ部分が数秒省略されている。詳細は「N.O.」（1994年）の項を参照。

## リリース、批評、チャート成績
| 専門評論家によるレビュー | 専門評論家によるレビュー |
| レビュー・スコア         | レビュー・スコア         |
| 出典                     | 評価                     |
| ------------------------ | ------------------------ |
| CDジャーナル             | 肯定的                   |
| TOWER RECORDS ONLINE     | 肯定的                   |

本作の選曲会議において8曲目「新幹線」を提示した際に、同曲がインストゥルメンタルであることを石野はディレクターに告げておらず、デモテープの段階であったためディレクターはまだ歌が入っていないだけであろうと思ったのではないかと石野は推測し、2曲目「Disco Union」についても後にラップが導入されると思っていたスタッフ側は両曲とも採用することになった。結果として本作は半数近くの楽曲がインストゥルメンタルとなり、ディレクターは何も言わなかったもののレコード会社の上層部は「今時の日本で、半分インストのアルバムなんて誰が買うんか」と難色を示し、すでにレコーディングがすべて終了しているにも拘わらず発売を中止する意向がメンバー側に伝えられた。それを受けてメンバー間で話し合いの場が設けられ、石野は「もしこれが発売中止だったら、何としてもマスター・テープを買い取ろうって。これは今出さなきゃいけない音だから、だったら移籍でもいいし、自主制作でもいいから出そうって。そこまで考えた。まぁ、結果は「N.O.」を収録するならOKだってことで、リリースにまで運べたんだけど」と述べている。
発売中止の可能性はあったものの、本作は1993年12月1日にキューン・ソニーレコードからCDおよびMDにてリリースされることになった。CD帯に記載されたキャッチコピーは「昨日までの自分を笑え テクノでパンクでアシッドで、なおかつ肉体派、電気グルーヴ　オリジナル4thアルバム。」となっている。本作からは1994年2月2日に「N.O.」がリカットされ、オリコンシングルチャートにおいて最高順位21位の登場週数は12回で売り上げ枚数は13.6万枚となり、当時の電気グルーヴとしては最も高い売り上げを記録したシングルとなった。音楽情報サイト『CDジャーナル』では本作を「電気が世間的なブレイクを遂げた会心作」と位置付けており、電気グルーヴはデビュー以来特に砂原の加入後から究極のテクノ・サウンドの追求と発展を継続していると指摘した上で、「今作は、細部に渡るその生々しいまでに偏執的な音への拘り方に注目。電気サウンドの総決算的見事な水準だ」と称賛、音楽情報サイト『TOWER RECORDS ONLINE』では本作を「まさに、電気グルーヴを電気グルーヴたらしめた作品」と位置付けており、前作と比較してよりテクノに傾倒した「硬派でストイックな作品」になっているもののインディーズ時代の楽曲のリメイクである「N.O.」や瀧の制作曲「富士山」が収録されていることで「電気初心者でも楽しめる作品になっている」と肯定的に評価、「とかく、この作品の存在は、以後の電気グルーヴの爆進の起点ともいえる作品」であると総括した。
本作はオリコンアルバムチャートにおいて、最高位第5位の登場週数23回で売り上げ枚数は21.0万枚となった。1993年の時点では電気グルーヴの全アルバムの中で最も高い売り上げを記録した作品となり、この結果に対し石野は「電気グルーヴのアルバムの中ではいちばん売れたわけだし、少なくとも現時点では八万の人間がこれを持ってるわけだし、音を耳にした人間はもっと多くいるわけだし。そういう意味では単純に嬉しい」と述べている。本作の売り上げ枚数は電気グルーヴのアルバム売上ランキングにおいて第2位となっている。本作は2021年および2022年に実施されたねとらぼ調査隊による電気グルーヴのアルバム人気ランキングにおいて共に第2位となった。

## アートワーク
本作ジャケットのアイデアは石野によるものであり、石野自身がラフスケッチを描いてスタッフ側に提示し、CGではなく実際にオブジェを製作した上で撮影されたものが採用されている。ジャケットに使用されたカプセル剤の写真は表用、裏用、破いた状態のものと3種類製作されたが、後に制作費は80万円程度であったことが告げられると石野および瀧は驚愕の反応を示した。瀧はオブジェの現物を見ておらず写真のみで許可を出したと述べており、また現物は砂原が持っているのではないかと推測している。カプセル剤のイメージは石野の中で早い段階から存在しており、レコーディング後にジャケット・デザインについて悩むことは全くなかったと述べている。砂原はこのイメージを聴かされた時に「え、そんなことできるの? できるんだったら見たいよ」という印象を持ったと述べた他、シンプルなデザインや色彩について肯定的な見解を述べている。砂原はジャケットの印象についてイギリスの作品からの影響を受けていたのではないかと推測し、また本作以降石野が盤面の色など細かい点に意見を出すようになったと述べている。
内ジャケットの写真は富士山で撮影されており、ニッポン放送の深夜番組『電気グルーヴのオールナイトニッポン』（1991年 - 1994年）の放送終了後となる夜中の3時から車で移動し、富士山の五合目まで行って撮影された。本来は日の出を背景に石野がTB-303、瀧がローランド・TR-606というリズムマシンを持った状態で撮影する予定であったが、到着した時点で夜が明けてしまっていたため断念することになった。スージー甘金は本作のアートワークは担当していないが、本作のジャケットは次作『DRAGON』（1994年）と並ぶ良作であると述べている。甘金は石野のビジュアルセンスを称賛しており、石野のソロ・アルバム『MIX UP』シリーズおよび電気グルーヴの10枚目のアルバム『J-POP』（2008年）が最高傑作であると称えた上で、『MIX UP』シリーズはドイツの音楽グループであるクラフトワークのアルバム『アウトバーン』（1974年）を超えていると指摘、「ああいう発想が卓球は抜群なんだよ。言ってくることは決して多くはないんだけど、この『ビタミン』の薬とかいちいち的を射てる。ヤラレタ感があって、卓球の仕事はデザイナーを悔しがらせる」と述べている。

## ツアー
本作を受けたコンサートツアーは「野村ツアー」と題し、1993年12月2日の札幌ファクトリーホール公演を皮切りに、1994年1月8日の東京ベイNKホール公演まで12都市全13公演が実施された。12月2日および3日に行われた札幌ファクトリーホール公演のみ異なるセットリストとなっており、「MUD EBIS」「ニセモノ・フーリガン」「DISCO UNION」「DS MASSIVE」が演奏され、また音量が大きすぎたために会場の天井にあった吸音材が剥がれ落ちる現象が発生した。12月9日の鹿児島市民文化ホール公演は初の鹿児島における公演であったが予想以上に観客が入らなかったものの、メンバーはこの状況を面白がりMCの時間が長く取られる展開となった。12月21日の高知県民文化ホール公演では石野が飛行機に乗り遅れたために松山市までの航空便しか確保できず、到着時にはすでに客入れが完了しており石野は楽屋口からステージの本番に直行、ステージ上での第一声は「遅れてすみません!」というスタッフへの謝罪となった。ツアー最終日である1月8日の東京ベイNKホール公演では「富士山」の演奏中にダンサーとして10名以上の子供たちがステージに登場するも、全く指示に従わずにスタッフが慌てる展開となり、この模様はライブ・ビデオ『ケンタウロス』（1994年）に収録された。
同年には「下痢便発電所 異常なし'83」と題したコンサートツアーを4月26日の京都会館第二公演を皮切りに、5月8日の府中の森芸術劇場どりーむホール公演まで7都市全7公演が実施された。5月3日の浦和市文化センター公演では観客の勘違いから「まりんコール」が発生し、メンバーはショックを受けその後のステージは散々なものとなりグループ解散の危機に陥る。5月4日の神奈川県民ホール公演では前日の出来事を受けてMCを一切カットしたものの、観客に幻滅していたメンバーが自暴自棄となっていたことから関係者は不安を覚える結果となった。5月7日の千葉県文化会館公演ではメンバーが落ち着きを取り戻したもののMCは行われず、その後の公演においてしばらくMCを行わないことが決定された。ツアー最終日となる5月8日の府中の森芸術劇場どりーむホール公演はリラックスした雰囲気となり、アドリブでクラフトワークの「放射能」（1976年）を演奏、さらに夜の打ち上げにおいて石野はDJを担当、自らの音楽遍歴をテーマとしてレコードプレイを行ったことから大盛況となった。

## 収録曲
- CD付属の歌詞カードに記載されたクレジットを参照[26]。また、6曲目から9曲目まではすべてインストゥルメンタルとなっている。

| #         | タイトル                               | 作詞       | 作曲                     | プログラム | 時間  |
| --------- | -------------------------------------- | ---------- | ------------------------ | ---------- | ----- |
| 1.        | 「Happy Birthday」                     | 石野卓球   | 石野卓球                 | 石野卓球   | 5:46  |
| 2.        | 「Disco Union」                        | 石野卓球   | 石野卓球                 | 石野卓球   | 6:38  |
| 3.        | 「ハイキング」(Hiking)                 | ピエール瀧 | 良徳砂原                 | 良徳砂原   | 5:41  |
| 4.        | 「ニセモノ フーリガン」(Fake Hooligan) | ピエール瀧 | 石野卓球                 | 石野卓球   | 5:25  |
| 5.        | 「富士山」(Fuji-san)                   | ピエール瀧 | ピエール瀧               | 良徳砂原   | 4:37  |
| 6.        | 「Stingray」                           |            | 良徳砂原                 | 良徳砂原   | 4:37  |
| 7.        | 「Popcorn」                            |            | ガーション・キングスレイ | 良徳砂原   | 4:37  |
| 8.        | 「新幹線」(Shinkansen)                 |            | 石野卓球                 | 石野卓球   | 9:58  |
| 9.        | 「Snow and Dove」                      |            | 石野卓球                 | 石野卓球   | 5:41  |
| 10.       | 「N.O.」                               | 石野卓球   | 石野卓球                 | 良徳砂原   | 4:20  |
| 合計時間: | 合計時間:                              | 合計時間:  | 合計時間:                | 合計時間:  | 57:20 |

## スタッフ・クレジット

### 電気グルーヴ
- 石野卓球 – ボーカル、シンセサイザー、プログラム[1]
- ピエール瀧 – ボーカル、プログラミング[1]
- 良徳砂原 – シンセサイザー、プログラム[1]

### 参加ミュージシャン
- ジャッキー – コーラス（1, 2曲目）
- 會田茂一 – ギター（5, 10曲目）
- おのむつお – コーラス（5曲目）
- 中山道彦 – コーラス（5曲目）
- 谷澤嘉信 – コーラス（5曲目）
- アントニオりいちろう – コーラス（5曲目）
- いしかわまさひと – コーラス（5曲目）
- 土井ただし – コーラス（5曲目）
- 吉村栄一 – コーラス（5曲目）
- 清水義巳 – コーラス（5曲目）
- 五島良子 – コーラス（8曲目）

### 録音スタッフ
- 電気グルーヴ – プロデュース
- 安部良一 – ディレクター
- 松本靖雄 – エンジニア
- まちだつかさ – アシスタント・エンジニア
- 笠井鉄平 – マスタリング・エンジニア
- 後藤伸一 – マネージメント

### 美術スタッフ
- 中野葉子 – アート・ディレクション、デザイン
- ホンマタカシ – カバー写真
- 雨宮薫 – インナー写真
- マーブリング・ファインアーツ – オブジェクト
- 宇山みわこ – スタイリスト
- いとうまさみ – アシスタント・デザイン
- 八田雅美 – ビジュアル・コーディネーション

### 制作スタッフ
- 石井俊雄 – エグゼクティブ・プロデューサー
- DJフミヤ – スペシャル・サンクス
- 安宅美春 – スペシャル・サンクス
- 野村昌史 (Caja de Musica) – スペシャル・サンクス
- 野田努 – スペシャル・サンクス
- おのでらみや – スペシャル・サンクス
- 松沢重信 – スペシャル・サンクス
- 田中ジュン – スペシャル・サンクス
- 福富幸宏 – スペシャル・サンクス
- SHOP33 – スペシャル・サンクス
- ギオゴイ – スペシャル・サンクス
- ローランド – スペシャル・サンクス

## チャート
| チャート         | 最高順位 | 登場週数 | 売上数   | 出典  |
| ---------------- | -------- | -------- | -------- | ----- |
| 日本（オリコン） | 5位      | 23回     | 21.0万枚 | [ 3 ] |

## リリース日一覧
| No. | リリース日    | レーベル                       | 規格         | カタログ番号 | 備考                   | 出典          |
| --- | ------------- | ------------------------------ | ------------ | ------------ | ---------------------- | ------------- |
| 1   | 1993年12月1日 | キューン・ソニー               | CD           | KSC2 66      |                        | [ 17 ] [ 18 ] |
| 2   | 1993年12月1日 | キューン・ソニー               | MD           | KSY2 2009    |                        | [ 27 ] [ 28 ] |
| 3   | 2004年11月4日 | ソニー・ミュージックレーベルズ | AAC-LC       | -            | デジタル・ダウンロード | [ 29 ]        |
| 4   | 2004年11月4日 | ソニー・ミュージックレーベルズ | ロスレスFLAC | -            | デジタル・ダウンロード | [ 30 ]        |